# Mi hermana Elena (película de 1942)
Mi hermana Elena es una película estadounidense de 1942. Basada en una historia original de Ruth McKenney. 
Richard Quine en 1955, realizó una nueva versión de esta película. Posteriormente en los años sesenta, se volvería sobre las dos películas y se creó una serie.

## Argumento
Dos hermanas muy diferentes, una explosiva rubia y una tímida morena, llegan a Nueva York dispuestas a abrirse camino: una como actriz, la otra como escritora.
Al final de la película, aparecen Los Tres Chiflados (Moe Howard, Larry Fine y Curly Howard) realizando un cameo.

## Premios
- Rosalind Russell estuvo nominada al Óscar a la mejor actriz.